# František Ondok
František Ondok (30. září 1925 Zliv – 15. srpna 2020 tamtéž) byl český fotbalista a trenér. Jako hráč byl tzv. univerzál – uměl zahrát v obraně, ve středu pole i v útoku.

## Hráčská kariéra
V československé lize hrál za SK České Budějovice, vstřelil jednu prvoligovou branku. Byl prvním odchovancem Zlivi, který působil v nejvyšší soutěži. Kromě Zlivi a Českých Budějovic nastupoval také za Leteckou vojenskou akademii Hradec Králové.

### Prvoligová bilance
| Ročník          | Zápasy | Góly | Minuty | Klub                |
| --------------- | ------ | ---- | ------ | ------------------- |
| I. liga 1947/48 | 6      | 1    | 540    | SK České Budějovice |
| CELKEM I. LIGA  | 6      | 1    | 540    |                     |

## Trenérská kariéra
Po skončení hráčské kariéry se stal trenérem. V Tatranu Zliv vychoval mj. Josefa Čalouna.